# STK24
STK24 (англ. Serine/threonine kinase 24) – білок, який кодується однойменним геном, розташованим у людей на короткому плечі 13-ї хромосоми. Довжина поліпептидного ланцюга білка становить 443 амінокислот, а молекулярна маса — 49 308.
| 10         |  | 20         |  | 30         |  | 40         |  | 50         |
| ---------- |  | ---------- |  | ---------- |  | ---------- |  | ---------- |
| MDSRAQLWGL |  | ALNKRRATLP |  | HPGGSTNLKA |  | DPEELFTKLE |  | KIGKGSFGEV |
| FKGIDNRTQK |  | VVAIKIIDLE |  | EAEDEIEDIQ |  | QEITVLSQCD |  | SPYVTKYYGS |
| YLKDTKLWII |  | MEYLGGGSAL |  | DLLEPGPLDE |  | TQIATILREI |  | LKGLDYLHSE |
| KKIHRDIKAA |  | NVLLSEHGEV |  | KLADFGVAGQ |  | LTDTQIKRNT |  | FVGTPFWMAP |
| EVIKQSAYDS |  | KADIWSLGIT |  | AIELARGEPP |  | HSELHPMKVL |  | FLIPKNNPPT |
| LEGNYSKPLK |  | EFVEACLNKE |  | PSFRPTAKEL |  | LKHKFILRNA |  | KKTSYLTELI |
| DRYKRWKAEQ |  | SHDDSSSEDS |  | DAETDGQASG |  | GSDSGDWIFT |  | IREKDPKNLE |
| NGALQPSDLD |  | RNKMKDIPKR |  | PFSQCLSTII |  | SPLFAELKEK |  | SQACGGNLGS |
| IEELRGAIYL |  | AEEACPGISD |  | TMVAQLVQRL |  | QRYSLSGGGT |  | SSH        |

A: Аланін

C: Цистеїн

D: Аспарагінова кислота

E: Глутамінова кислота

F: Фенілаланін

G: Гліцин

H: Гістидин

I: Ізолейцин

K: Лізин

L: Лейцин

M: Метіонін

N: Аспарагін

P: Пролін

Q: Глутамін

R: Аргінін

S: Серин

T: Треонін

V: Валін

W: Триптофан

Кодований геном білок за функціями належить до трансфераз, кіназ, серин/треонінових протеїнкіназ, фосфопротеїнів. 
Задіяний у таких біологічних процесах, як апоптоз, ацетилювання, альтернативний сплайсинг. 
Білок має сайт для зв'язування з АТФ, нуклеотидами, іонами металів, іоном магнію. 
Локалізований у цитоплазмі, ядрі, мембрані.